# Sarota lasciva
Espèce
Sarota lasciva est une espèce d'insectes lépidoptères (papillons) appartenant à la famille des Riodinidae et au genre Sarota.

## Taxonomie
Sarota lasciva a été décrit par Hans Ferdinand Emil Julius Stichel en 1911 sous le nom de Charis gyas forme lasciva.
Synonymes : Charis acanthus flavicincta Lathy, 1932; Sarota flavicincta atlantica Brévignon et Gallard, 1998.
En 1998 Jason Piers Wilton Hall a remanié la classification.

### Nom vernaculaire
Sarota lasciva se nomme Lasciva Sarota en anglais.

## Description
Sarota lasciva est un papillon au  dessus marron avec aux ailes antérieures une tache costale jaune dans la partie basale et aux ailes postérieures une large marge orange.
Le revers est marron presque noir avec une marge jaune séparée d'une seconde bande orange cuivrée par une ligne bleu argenté, la plus externe d'une ornementation de lignes complètes ou partielles bleu argenté. La tache costale de même forme que sur le dessus est de couleur jaune.

## Écologie et distribution
Sarota lasciva est présent en Guyane,en Guyana, au Surinam, en Colombie, au Brésil et au Pérou.

### Protection
Pas de statut de protection particulier.